# Jun Senoue
Jun Senoue, né le 2 août 1970, est un compositeur de musique de jeu vidéo.
Il a travaillé entre autres sur le jeu Sonic Heroes, aidé pour le dernier Nights sur Wii, et fait partie des 38 compositeurs du staff de Super Smash Bros. Brawl.
Il a composé les musiques de Sonic the Hedgehog 4: Episode 1, Sonic the Hedgehog 4: Episode 2 et Sonic Superstars
Actuellement, Jun Senoue habite à San Francisco avec la Sonic Team USA.
C'est aussi le guitariste du groupe Crush 40.